# Manuel du guérillero urbain
Le Manuel du guérillero urbain (titre original en portugais Minimanual do Guerrilheiro Urbano) est un court livre du Brésilien Carlos Marighella écrit en 1969.